# Jean-Joseph Charlier

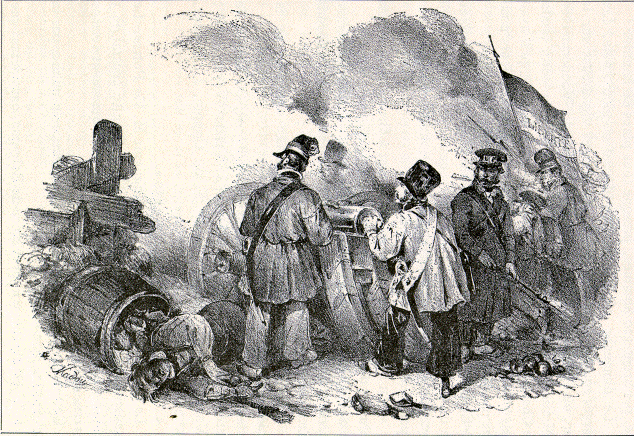
Jambe-de-Bois (met hoge hoed) op een litho van Madou

Jean-Joseph Charlier, bijgenaamd Jambe-de-Bois (Luik, 4 april 1794 – aldaar, 30 maart 1886) was een Belgische revolutionair, vooral bekend om zijn rol op de barricades in het Warandepark tijdens de Belgische Revolutie in 1830. Als kanonnier met een houten been viel hij op. Zijn rechterbeen had hij verloren in de Slag bij Waterloo in 1815 (de Belgische departementen hoorden toen bij Frankrijk). In 1830 was Charlier een van de 250 vrijwilligers die met Charles Rogier uit Luik waren gekomen om te vechten in de Brusselse Septemberdagen.
Het bier Jambe-de-Bois is een 21e-eeuws eerbetoon dat hem te beurt viel.